# 百瀬智之
百瀬 智之（ももせ ともゆき、1983年2月4日 - ）は、日本の政治家。長野県議会議員（3期）。元衆議院議員（1期）。

## 来歴
長野県南安曇郡穂高町（現安曇野市）で生まれ、東筑摩郡山形村で育つ。長野県松本深志高等学校、2006年、中央大学法学部卒業。2008年、上智大学法科大学院修了。その後、山形村や安曇野市で学習塾を経営し、2011年には長野県行政書士会に登録した。
2012年、維新政治塾に入塾し、8月には松本市で自ら主宰する政治塾を立ち上げた。
2012年12月の第46回衆議院議員総選挙に日本維新の会公認（みんなの党推薦）で長野2区から立候補し、選挙区では自由民主党元職の務台俊介、民主党前職の下条みつに敗れたが、重複立候補していた比例北陸信越ブロックで復活し、初当選した。
2014年の日本維新の会分党に際しては、橋下徹大阪市長による新党結成を目指すグループに参加。分党後の日本維新の会を経て、結いの党の合流による維新の党の結党に参加した。
2014年の第47回衆議院議員総選挙では、維新の党公認で長野2区から出馬したが、自民党前職の務台、民主党元職の下条に再び敗れ、比例復活もならず落選した。
2015年3月、長野県議会議員選挙に維新の党公認で松本市・東筑摩郡選挙区から出馬する意向を表明し、4月の選挙でトップで当選した。同年12月28日、維新の党長野県総支部に離党届を提出し、以後は無所属で活動する意向を表明した。2019年に再選。
2020年1月21日、任期満了に伴う松本市長選挙への立候補を表明。同年3月15日に行われた市長選において候補者6人中4位で落選。
2021年7月の東京都議会議員選挙に杉並区選挙区（定数6）から日本維新の会公認で立候補するも、候補者12人中、10位で落選。
同年9月、秋に行われる長野県議会議員補欠選挙（松本市・東筑摩郡選挙区、定数2）に無所属で立候補する意向を示した。10月31日の投開票の結果、トップ当選で3選。
2023年、第20回統一地方選挙で実施された長野県議会議員選挙（松本市・東筑摩郡選挙区、定数7）で得票率6位で4選。

## 人物

### 統一教会との関係
- 2012年の衆院選の際、統一教会（現・世界平和統一家庭連合）の関連団体が百瀬の後援会を作り、支援した[17][18]。
- 2013年3月、教団の関連団体が開いた当選を祝う会に出席した[18]。
- 2013年12月、教団の関連団体が作った後援会は忘年会を兼ねて国政報告会を開催。この会合に出席し、報告をした[17][18]。

## 政策・主張
- 日本国憲法の改正に賛成[19]だが、日本国憲法第9条の改正には反対している[20]。
- 集団的自衛権の行使を禁じた内閣法制局の憲法解釈の見直しに反対[20]。
- 日本の核武装について「将来にわたって検討すべきでない」としている[19]。
- 原子力規制委員会の新基準を満たした原子力発電所の再稼働に賛成[19]。
- 村山談話、河野談話の見直しに反対[20]。
- 特定の民族や人種に対するヘイトスピーチの法規制に賛成[20]。
- 日本のカジノ解禁に賛成[20]。
- 選択的夫婦別姓制度の導入について、「どちらとも言えない」としている[21]。